# Kamil Gradek
Kamil Gradek (* 30. September 1990 in Koziegłowy) ist ein polnischer Radrennfahrer.

## Sportlicher Werdegang
Als Junior und in der U23 wenig auffällig, begann Gradek seine Karriere 2013 beim polnischen UCI Continental Team BDC Marcpol. In der Saison 2014 erzielte er mit dem Sieg auf der dritten Etappe der China-Rundfahrt seinen ersten internationalen Erfolg. Gleichzeitig legte er damit den Grundstein für den Gewinn der Gesamtwertung. 2017 fügte er mit dem Gewinn der Gesamtwertung der Ronde van Midden-Nederland einen weiteren Erfolg seinem Palmarès hinzu.
Nach seinem Erfolg wurde Gradek zur Saison 2018 Mitglied im heimischen CCC Sprandi Polkowice. Für das Team gewann er 2018 eine Etappe der Sibiu Cycling Tour. Zur Folgesaison wechselte er zum CCC Team, für das er 2019 und 2020 am Giro d’Italia teilnahm. 2020 wurde er zudem polnischer Meister im Einzelzeitfahren. Nach Auflösung des Teams fuhr Gradek 2021 für das Team Vini Zabù, bevor er – nachdem auch Vini Zabu aufgelöst wurde – 2022 Mitglied bei Bahrain Victorious wurde.

## Erfolge
2014
- eine Etappe und Gesamtwertung China-Rundfahrt

2017
- Gesamtwertung und Mannschaftszeitfahren Ronde van Midden-Nederland

2018
- eine Etappe Sibiu Cycling Tour

2020
- Polnischer Meister im Einzelzeitfahren

## Grand-Tour Platzierungen
| Grand Tour            | 2019 | 2020 | 2021 | 2022 | 2023 | 2024 | 2025 |
| --------------------- | ---- | ---- | ---- | ---- | ---- | ---- | ---- |
| Giro d’ItaliaGiro     | 129  | 104  | –    | –    | –    | –    | –    |
| Tour de FranceTour    | –    | –    | –    | 117  | –    | –    | 155  |
| Vuelta a EspañaVuelta | –    | –    | –    | –    | 130  | 133  |      |